# Список университетов Китая
В этой статья представлен список университетов Китая, в который включены университеты Китайской Народной Республики: материкового Китая, Гонконга и Макао.
К маю 2017 года в континентальном Китае насчитывалось 2914 колледжей и университетов, в которых обучалось более 20 миллионов студентов. В 2014 году университеты окончили 7,26 млн китайских студентов, что более чем в семь раз превышает число выпускников 15-летней давности. «Проект 211», инициированный в 1995 году Министерством образования Китая с целью повышения уровня ведущих китайских университетов, привёл к объединению более 700 высших учебных заведений в примерно 300 университетов. В результате слияния многих государственных университетов с 1999 года произошло быстрое расширение частного сектора в материковом Китае. Хотя число частных университетов не ясно, в одном отчёте указывалось, что в 2006 году на долю частных университетов приходилось около 6,6 %, или около 1,3 миллиона, из 20 миллионов студентов, обучающихся в высших учебных заведениях Китая. По состоянию на 2018 год страна занимает второе место в мире по количеству лучших университетов согласно Academic Ranking of World Universities.

## Список университетов по регионам

### Города центрального подчинения
- Пекин
- Чунцин
- Шанхай
- Тяньцзинь

### Провинции
- Аньхой
- Фуцзянь
- Ганьсу
- Гуандун
- Гуйчжоу
- Хайнань
- Хэбэй
- Хэйлунцзян
- Хэнань
- Хубэй
- Хунань[англ.]
- Цзянсу[англ.]
- Цзянси[англ.]
- Гирин[англ.]
- Ляонин[англ.]
- Цинхай[англ.]
- Шаньси[англ.]
- Шаньдун[англ.]
- Шэньси[англ.]
- Сычуань[англ.]
- Юньнань[англ.]
- Чжэцзян[англ.]

### Автономные районы
- Гуанси
- Внутренняя Монголия
- Нинся
- Синьцзян
- Тибет

### Специальные административные районы
- Гонконг[англ.]
- Макао[англ.]

## Ведущие университеты Китая
Пекинский университет — первый официально созданный современный национальный университет Китая. Он был основан как Пекинский имперский университет (京師 大 學堂) в 1898 году в Пекине в качестве замены древней «Академии сынов государства», центрального заведения в традиционной образовательной системе Китая.
2 октября 1895 года китайский реформатор Шэн Сюаньхуай и американский педагог и дипломат Чарльз Дэниэл Тенни (丁家立) при одобрении императора Гуансюй основали в Тяньцзине первое в Китае современное высшее учебное заведение — Западную исследовательскую школа Бэйян (天津北洋西學學堂), затем реорганизованную в Университет Бэйян (北洋大學堂). Впоследствии Шэн Сюаньхуай предложил императору создать два официальных современных высших учебных заведения в Пекине/Таншане и Шанхае. В 1896 году он основал в Шанхае по императорскому указу Общественную школу Наньян (南洋公學). Учреждение изначально включало начальную и старшую школы, школу иностранных языков и педагогический колледж. Позже заведение несколько раз меняло название и сейчас называется Шанхайский университет транспорта. В 1930-х годах университет часто называл себя «Массачусетским технологическим институтом Востока» из-за своей репутации учебного заведения, готовящего ведущих инженеров и учёных. В 1950-х годах часть этого университета была переведена в Сиань (Шэньси), получив название Сианьский университет транспорта. С тех пор Шанхайский и Сианьский университеты транспорта развивались независимо друг от друга, наряду с Пекинским университетом транспорта.
В то же время, на звание первого современного высшего учебного заведения в Китае претендует Уханьский университет, утверждая, что его предшественник, Институт Цзыцян (自強學堂), был основан в 1893 году Чжан Чжидуном. В Цзыцяне только преподавались иностранные языки, а также были разработаны курсы по естественным наукам (химия и горнодобыча, начиная с 1896 года) и бизнесу (деловые курсы с самого начала). В 1902 году институт официально изменил своё название на Институт иностранных языков (方言學堂), но по-прежнему предлагал курсы по науке и бизнесу. Некоторые считают, что Уханьский университет может проследить свою историю только до 1913 года, когда был создан Национальный педагогический колледж в Ухане (國立武昌高等師範學校), но сам Уханьский университет официально признал годом своего создания 1893 году, ссылаясь на обилие исторических документов и одобрение экспертов. В Китае было несколько более ранних школ, специализирующихся на изучении иностранных языков, таких как Школы комбинированного обучения в Пекине (京師 同 文 館, основанная в 1862 году), В Шанхае (上海同文館/上海廣方言館, основанная в 1863 году) и в Гуанчжоу (廣州同文館, основанная в 1864 году), но лишь немногие из них предлагали курсы в других областях, так что вряд ли можно назвать их современными образовательными учреждениями.
В 1995 году Тяньцзиньский университет отметил своё 100-летие, тем самым претендуя на то что его создание предшествовало созданию Пекинского университета. Также на столетнюю историю претендуют Пекинский, Шанхайский и Сианьский университет транспорта, ведущие свою историю от Общественной школы Наньян (1896), Чжэцзянский университет (1897), Пекинский университет (1898), Шаньсийский университет (1902), Нанкинский университет (1902), Фуданьский университет (1905), Университет Тунцзи (1907) и Университет Цинхуа (1911). После гражданской войны в Китае некоторые известные университеты материкового Китая были переведены на Тайвань, в частности Национальный центральный университет и Национальный университет Цин Хуа. В результате некоторые университеты по обе стороны Тайваньского пролива имеют одинаковые названия.

### Материковый Китай

#### Лига С9
Лига С9 — альянс из девяти элитных вузов КНР, аналогичный Группе «Рассел» в Великобритании, Группе восьми в Австралии и Лиге Плюща в США. «Жэньминь жибао», официальная газета Коммунистической партии Китая, и другие СМИ называют Лигу C9 «Китайской лигой плюща». В Лигу С9 входят Фуданьский университет, Харбинский политехнический университет, Нанкинский университет, Пекинский университет, Шанхайский университет транспорта, Университет Цинхуа, Научно-технический университет Китая, Сианьский университет транспорта и Чжэцзянский университет. На их долю приходится 3 % исследователей страны, 10 % государственных исследовательских расходов и 20 % академических публикаций. Лига С9 была создана по инициативе китайского правительства 4 мая 1998 года с целью продвижения китайской системы высшего образования. Создание Лиги C9 было частью проекта 985. На первом этапе, были отобраны девять университетов и выделено финансирование на начальный период в три года. 10 октября 2009 года эти девять университетов составили Лигу C9. Согласно QS World University Rankings 2019 года семь из девяти этих университетов входят в число 200 лучших университетов мира.

#### 35 ведущих университетов материкового Китая
Нижеприведённая таблица включает 35 ведущих университетов материкового Китая, сгруппированные по географическим регионам. Все они университеты «Проекта 985».
| Провинция/Города            | Университет                                            |
| --------------------------- | ------------------------------------------------------ |
| Северный Китай (9)          |                                                        |
| Пекин (7)                   | Пекинский университет                                  |
| Пекин (7)                   | Университет Цинхуа                                     |
| Пекин (7)                   | Китайский народный университет                         |
| Пекин (7)                   | Пекинский педагогический университет                   |
| Пекин (7)                   | Пекинский университет авиации и космонавтики           |
| Пекин (7)                   | Пекинский технологический институт                     |
| Пекин (7)                   | Китайский сельскохозяйственный университет             |
| Тяньцзинь (2)               | Нанькайский университет                                |
| Тяньцзинь (2)               | Тяньцзиньский университет                              |
| Северо-Восточный Китай (3)  |                                                        |
| Хэйлунцзян                  | Харбинский технологический институт, Харбин            |
| Цзилинь                     | Цзилиньский университет, Чанчунь                       |
| Ляонин                      | Даляньский технологический университет, Далянь         |
| Восточный Китай (11)        |                                                        |
| Аньхой                      | Научно-технический университет Китая, Хэфэй            |
| Фуцзянь                     | Сямэньский университет, Сямынь                         |
| Цзянсу (2)                  | Нанкинский университет, Нанкин                         |
| Цзянсу (2)                  | Юго-восточный университет, Нанкин                      |
| Шаньдун (2)                 | Шаньдунский университет, Цзинань                       |
| Шаньдун (2)                 | Океанологический университет Китая, Циндао             |
| Шанхай (4)                  | Фуданьский университет                                 |
| Шанхай (4)                  | Шанхайский университет транспорта                      |
| Шанхай (4)                  | Университет Тунцзи                                     |
| Шанхай (4)                  | Восточно-китайский педагогический университет          |
| Чжэцзян (1)                 | Чжэцзянский университет, Ханчжоу                       |
| Южный Центральный Китай (6) |                                                        |
| Гуандун (2)                 | Университет Сунь Ятсена, Гуанчжоу                      |
| Гуандун (2)                 | Южно-китайский технологический университет, Гуанчжоу   |
| Хубэй (2)                   | Уханьский университет, Ухань                           |
| Хубэй (2)                   | Хуачжунский университет науки и техники, Ухань         |
| Хунань (2)                  | Хунаньский университет, Чанша                          |
| Хунань (2)                  | Центральный южный университет, Чанша                   |
| Северо-Западный Китай (3)   |                                                        |
| Шэньси (2)                  | Северо-западный политехнический университет, Сиань     |
| Шэньси (2)                  | Сианьский университет транспорта, Сиань                |
| Ганьсу                      | Ланьчжоуский университет, Ланьчжоу                     |
| Южный Западный Китай (3)    |                                                        |
| Чунцин                      | Чунцинский университет                                 |
| Сычуань (2)                 | Сычуанский университет, Чэнду                          |
| Сычуань (2)                 | Университет электронных наук и технологий Китая, Чэнду |

#### Китайско-зарубежные совместные университеты
В Китае действует ряд китайско-зарубежных совместных университетов, которые являются юридически независимыми организациями, созданными в качестве совместных предприятий китайскими университетами и их международными партнёрами. Они включают:
- Китайский университет Гонконга (англ. Chinese University of Hong Kong; Шэньчжэнь).
- Университет Дьюка в Куньшане[англ.] (Куньшань), совместный проект Уханьского университета и Университета Дьюка (США).
- Нью-Йоркский университет в Шанхае[англ.] (Шанхай), совместный проект Восточно-Китайского педагогического и Нью-Йоркского университетов.
- Ноттингемский университет в Нинбо (англ. The University of Nottingham Ningbo China; Нинбо).
- Университет Кин в Вэньчжоу (англ. Wenzhou-Kean University; Вэньчжоу).
- совместная программа обучения Шанхайского университета транспорта и Мичиганского университета
- Сианьский транспортный-Ливерпульский университет[англ.] (Сучжоу), совместный проект Сианьского университета транспорта[англ.] и Ливерпульского университета.

### Ведущие университеты Гонконга и Макао
| Гонконг (6) | Гонконгский университет науки и технологии, Гонконгский университет, Китайский университет Гонконга, Городской университет Гонконга, Гонконгский политехнический университет, Гонконгский баптистский университет |
| Макао (1)   | Университет Макао |

## Рейтинги
В Китае существует ряд университетских рейтингов.
- Рейтинг китайских университетов (Ву Шулянь)[англ.] — рейтинг университетов материкового Китая, составленный Ву Шуляном, исследователем Китайской академии наук управления[англ.].
- CUAA[англ.] — ежегодный рейтинг университетов Китая, публикуемый Ассоциацией выпускников китайских университетов (англ. Chinese Universities Alumni Association, CUAA), считается одним из самых авторитетных рейтингов университетов в стране.[16]
- Netbig[англ.] — рейтинг университетов материкового Китая от интернет-компании Netbig. Рейтинг составлялся ежегодно с 1999 по 2013 год.
- Ведущие университеты Китая от China Internet Information Center[англ.][17]